# Tommy McDonald
Thomas Franklin McDonald (Roy, Nuevo México, 26 de julio de 1934 – Audubon, Pensilvania, 24 de septiembre de 2018), más conocido como Tommy McDonald, fue un jugador profesional estadounidense de fútbol americano que se desempeñó en la posición de flanker en la National Football League (NFL). Es miembro del Salón de la Fama del Fútbol Americano Profesional.

## Carrera
McDonald jugó como profesional siete temporadas en Philadelphia Eagles (1957-1963), después pasó a Dallas Cowboys (1964), luego a Los Angeles Rams (1965-1966), posteriormente a Atlanta Falcons (1967), y finalmente, a Cleveland Browns, donde jugó una temporada (1968), y fue el equipo en el que se retiró.

## Reconocimiento
El 1 de agosto de 1998, ingresó como miembro al Salón de la Fama del Fútbol Americano Profesional.